# Couches
Couches település Franciaországban, Saône-et-Loire megyében. Lakosainak száma 1211 fő (2022. január 1.). Couches Dracy-lès-Couches, Dennevy, Saint-Émiland, Saint-Jean-de-Trézy, Saint-Martin-de-Commune, Saint-Maurice-lès-Couches, Saint-Pierre-de-Varennes és Saint-Sernin-du-Plain községekkel határos.

## Népesség
A település népességének változása:
| Lakosok száma | 1471 | 1398 | 1393 | 1351 | 1336 | 1323 | 1285 | 1248 | 1211 |
|               | 2013 | 2015 | 2016 | 2017 | 2018 | 2019 | 2020 | 2021 | 2022 |